# Lang Tĩnh Sơn
Lang Tĩnh Sơn (tiếng Trung: 郎靜山, Láng Jìngshān; 4 tháng 8, 1892 – 13 tháng 4, 1995) là một nhiếp ảnh gia người Trung Quốc và được coi là một trong những người khởi xướng nghệ thuật nhiếp ảnh và nghề phóng viên ảnh ở Trung Quốc. Một số nhà nghiên cứu còn cho rằng Lang Tĩnh Sơn là "cha đẻ của nhiếp ảnh châu Á". Lang gia nhập Hội nhiếp ảnh hoàng gia Vương quốc Anh (Royal Photographic Society) năm 1937 và được nhận chức hội viên (Associate) và hội viên danh dự (Fellow) của hội lần lượt vào các năm 1940 và 1942. Năm 1980, Lang được Hiệp hội nhiếp ảnh Hoa Kỳ bình chọn là một trong mười nhiếp ảnh gia hàng đầu của thế giới.

## Tiểu sử

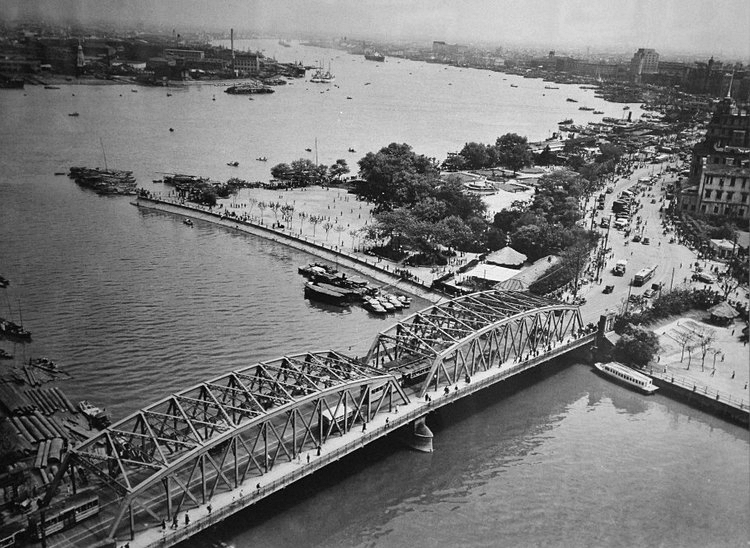
Cầu Ngoại Bạch Độ, Thượng Hải, ảnh của Lang Tĩnh Sơn.

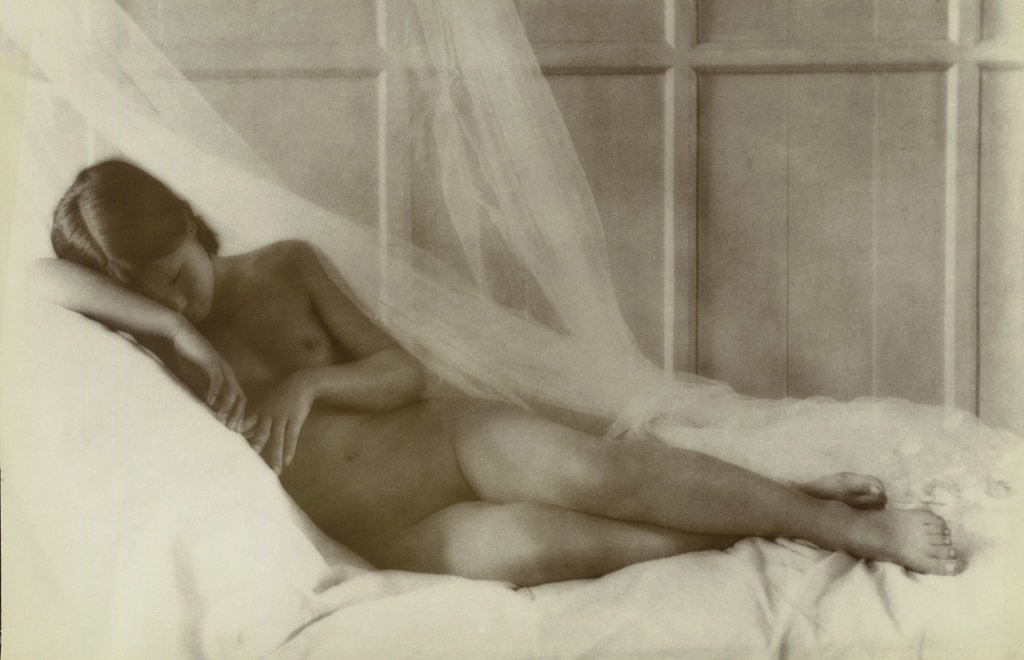
Suy tư (1928), bức ảnh khỏa thân nghệ thuật sớm nhất của Trung Quốc còn được lưu giữ đến nay.

Lang Tĩnh Sơn sinh ngày 4 tháng 8 năm 1892 tại Hoài An, Giang Tô trong một gia đình gốc Lan Khê, Chiết Giang. Bố của Lang Tĩnh Sơn là ông Lang Cẩm Đường (郎錦堂), một sĩ quan trong quân đội Nhà Thanh có sở thích nghệ thuật, chụp ảnh, và vì thế đã giúp Lang Tĩnh Sơn lớn lên với cảm hứng nghệ thuật. Năm 12 tuổi, Lang theo học Trường Trung học Nam Dương ở Thượng Hải và bắt đầu được học những bài học chụp ảnh đầu tiên với giáo viên nghệ thuật Lý Tĩnh Lan (李靖蘭).
Sau khi tốt nghiệp trung học năm 1911, Lang bắt đầu làm việc cho tờ Thân báo (申报) ở Thượng Hải trong vai trò vẽ quảng cáo. Đến năm 1926 Lang Tĩnh Sơn chuyển sang làm việc cho tờ Thời báo (時報) với vai trò chụp ảnh và trở thành một trong những phóng viên ảnh đầu tiên của Trung Quốc. Đến năm 1928 tại Thượng Hải Lang cùng với Hồ Bá Tường (胡伯翔), Trần Vạn Lý (陳萬里), và Trương Tú Trân (張秀珍) lập ra Hội nhiếp ảnh Trung Quốc - hiệp hội chụp ảnh nghệ thuật đầu tiên ở nước này. Cũng trong 1928, Lang Tĩnh Sơn chụp bức ảnh đến nay được coi là tác phẩm ảnh khỏa thân nghệ thuật sớm nhất của Trung Quốc được lưu giữ đến nay - bức Suy tư, và đến năm 1930, ông đã xuất bản tuyển tập ảnh khỏa thân nghệ thuật đầu tiên của Trung Quốc do mình thực hiện. Năm 1937 và 1940, ảnh của Lang Tĩnh Sơn đều được lựa chọn để trưng bày tại triển lãm của Hội nhiếp ảnh hoàng gia Vương quốc Anh.

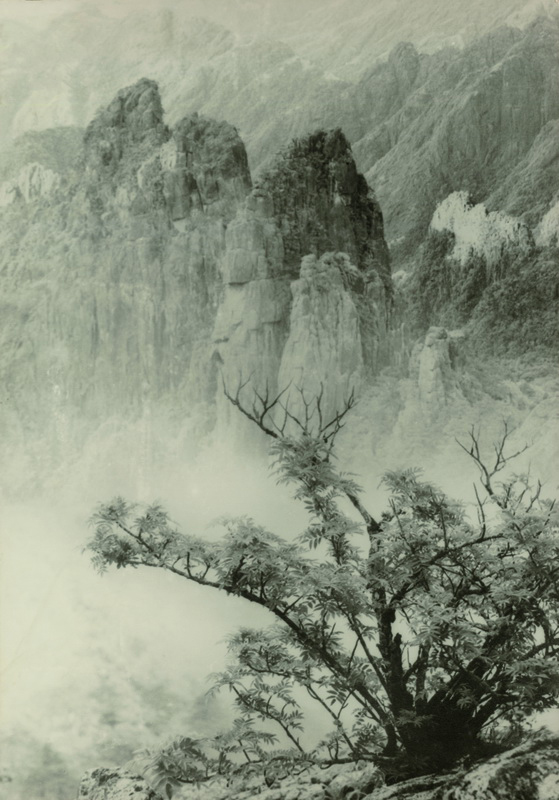
Xuân thụ kỳ phong (春树奇峰, 1934), ảnh của Lang Tĩnh Sơn theo phong cách tranh thủy mặc.

Năm 1939, Đại học Chấn Đán ở Thượng Hải đã tổ chức một buổi trưng bày các tác phẩm nhiếp ảnh của Lang Tĩnh Sơn trong đó tập trung vào các bức ảnh phong cảnh chịu ảnh hưởng từ tranh thủy mặc truyền thống Trung Quốc. Trong thời kỳ Chiến tranh Trung-Nhật khi Thượng Hải bị quân Nhật chiếm đóng, Lang Tĩnh Sơn phải di tản tới Tứ Xuyên. Ông có quay lại Thượng Hải sau khi chiến tranh kết thúc nhưng tới mùa hè năm 1949, khi Nội chiến Trung Quốc dần ngã ngũ với chiến thắng của phe Cộng sản, Lang đã chuyển sang sống ở Đài Loan và phải bỏ lại hầu như toàn bộ thiết bị nhiếp ảnh ở lại. Lang đồng sáng lập Hiệp hội Văn nghệ Trung Quốc năm 1950. Tại Đài Loan, Lang tham gia tái lập Hội nhiếp ảnh Trung Quốc vào năm 1953 và làm chủ tịch hội này trong liên tiếp 42 năm. Tới thập niên 1960 thì các bức ảnh phong cảnh của Lang Tĩnh Sơn bắt đầu thể hiện ảnh hưởng của Đạo giáo như tranh của Trương Đại Thiên. Năm 1968 Lang tới Hoa Kỳ và có chuyến tham quan các nhà máy của hãng Kodak ở bang New York. Năm 1981 và 1983, Lang có liên tiếp 2 triển lãm ảnh ở Pháp và sau đó là Hồng Kông vào năm 1984. Mãi tới năm 1991, một triển lãm lớn nhân dịp Lang Tĩnh Sơn tròn 100 tuổi mới được tổ chức tại Bắc Kinh trong Bảo tàng Cố cung. Tháng 10 năm 2013, Bảo tàng Nghệ thuật Quốc gia Trung Quốc (NAMOC) đã tổ chức một buổi triển lãm đặc biệt về Lang Tĩnh Sơn trong đó tập trung vào các bức ảnh mang phong cách tranh thủy mặc của ông. Trong dịp này, con gái của Lang Tĩnh Sơn là Lang Dục Văn (郎毓文) đã trao tặng NAMOC 134 tác phẩm nhiếp ảnh của Lang Tĩnh Sơn, trong đó có bức Suy tư.

## Phong cách
Nhìn chung các tác phẩm nhiếp ảnh phong cảnh của Lang Tĩnh Sơn thể hiện ảnh hưởng của các bức tranh thủy mặc thời Bắc Tống, và bản thân Lang cũng luôn ca ngợi sự thanh lịch và tinh thần toát ra từ các tác phẩm của nền hội họa Trung Quốc. Để tái lập phong cách tranh thủy mặc trên ảnh chụp, Lang Tĩnh Sơn đã sử dụng biện pháp ông gọi là Tập cẩm nhiếp ảnh (集锦摄影), theo đó trong quá trình phát triển ảnh trong phòng tối, Lang dùng thêm kỹ thuật ghép ảnh và tô đậm bằng bút mực để nhấn mạnh sự tương phản trong đường nét và bóng hình của bức ảnh. Cùng với người bạn là nhiếp ảnh gia Hồ Bá Tường, Lang đã mang ảnh của mình trưng bày ở Trung Quốc và nhiều nước khác như Hoa Kỳ hay Vương quốc Anh. Phong cách ảnh phong cảnh này của Lang Tĩnh Sơn một phần xuất phát từ sự động viên của nhà văn hóa Lưu Bán Nông (劉半農), người từ những năm 1928 đã đưa ra lập luận cho rằng Trung Quốc cần có phong cách nghệ thuật riêng bắt nguồn từ nền văn hóa Trung Quốc thay vì phải vay mượn từ nước ngoài để thay thế cho những hình tượng về Trung Quốc phổ biến ở phương Tây thời điểm đó như hút thuốc phiện hay tục bó chân. Tới lượt mình, phong cách của Lang Tĩnh Sơn lại tạo ảnh hưởng lên thế hệ các nhà nhiếp ảnh tiếp theo của Trung Quốc và Hồng Kông như Lưu Húc Thương (刘旭沧) hay Trần Phục Lễ. Lang Tĩnh Sơn đã tổng hợp cách tiếp cận nghệ thuật nhiếp ảnh của mình trong bài viết 'Composite Pictures and Chinese Art' ('Tranh ghép và nghệ thuật Trung Quốc') đăng trên tạp chí của Hội nhiếp ảnh hoàng gia Vương quốc Anh tháng 2 năm 1942.

## Đời tư
Lang lập gia đình 4 lần và có 15 người con. Ông mất ngày 13 tháng 4 năm 1995 tại Đài Bắc, hưởng thọ 102 tuổi.

## Tác phẩm tiêu biểu
- Mỹ nhân hồ vi cách thu thủy (美人胡为隔秋水), 1932
- Hiểu cấp thanh giang (晓汲清江, Lấy nước sông buổi sớm), 1934
- Chân dung Tề Bạch Thạch, thập niên 1930
- Dừng thuyền trên sông sương buổi đêm, 1937